# SPM Ferries
SPM Ferries, officiellement Régie Transports Maritimes, est une régie de transport public de personnes dont l'autorité organisatrice est le Conseil territorial de Saint-Pierre-et-Miquelon. Elle exploite des ferries entre les îles de Saint-Pierre et Miquelon-Langlade à Saint-Pierre-et-Miquelon, une collectivité d'outre-mer française, et le port de Fortune, sur l'île de Terre-Neuve, au Canada,.
Elle possède trois navires,:
- Le Nordet, mis en service en 2019 [6]
- Le Suroît, mis en service en 2019 [6]
- Le Jeune France

Le Nordet et le Suroît ont remplacé le Cabestan qui assurait auparavant le service jusqu'en 2019.

## Historique

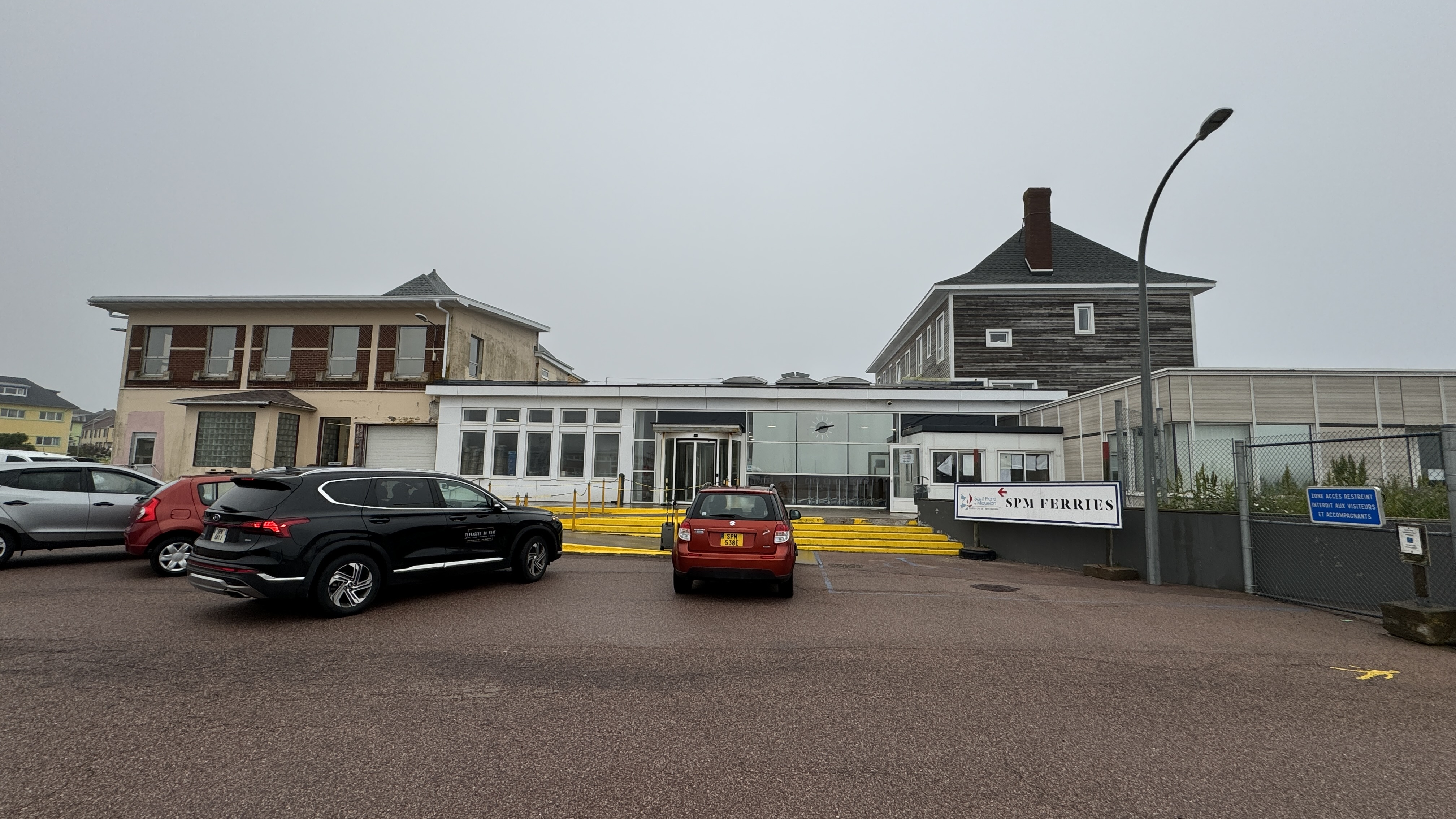
Gare maritime SPM Ferries à Saint-Pierre

Le transport de petits colis a été interrompu en 2022.
SPM Ferries et ses trois navires ainsi que sa direction ont mené des exercices d'envergure en mer les 7 et 8 juin 2022, en partenariat avec le Fulmar (navire), la Garde côtière canadienne et le navire SNSM Jaro II. La compagnie est membre du programme SAREX 2022, qui impose des exercices annuels conformes aux réglementations internationales et nationales. Les navires ont pratiqué le levage, le remorquage, la réponse aux collisions, l'assistance médicale et la lutte contre les incendies.
En 2023, la compagnie a rejoint Green Marine Europe et a reçu sa certification pour ce programme.

## Ports desservis

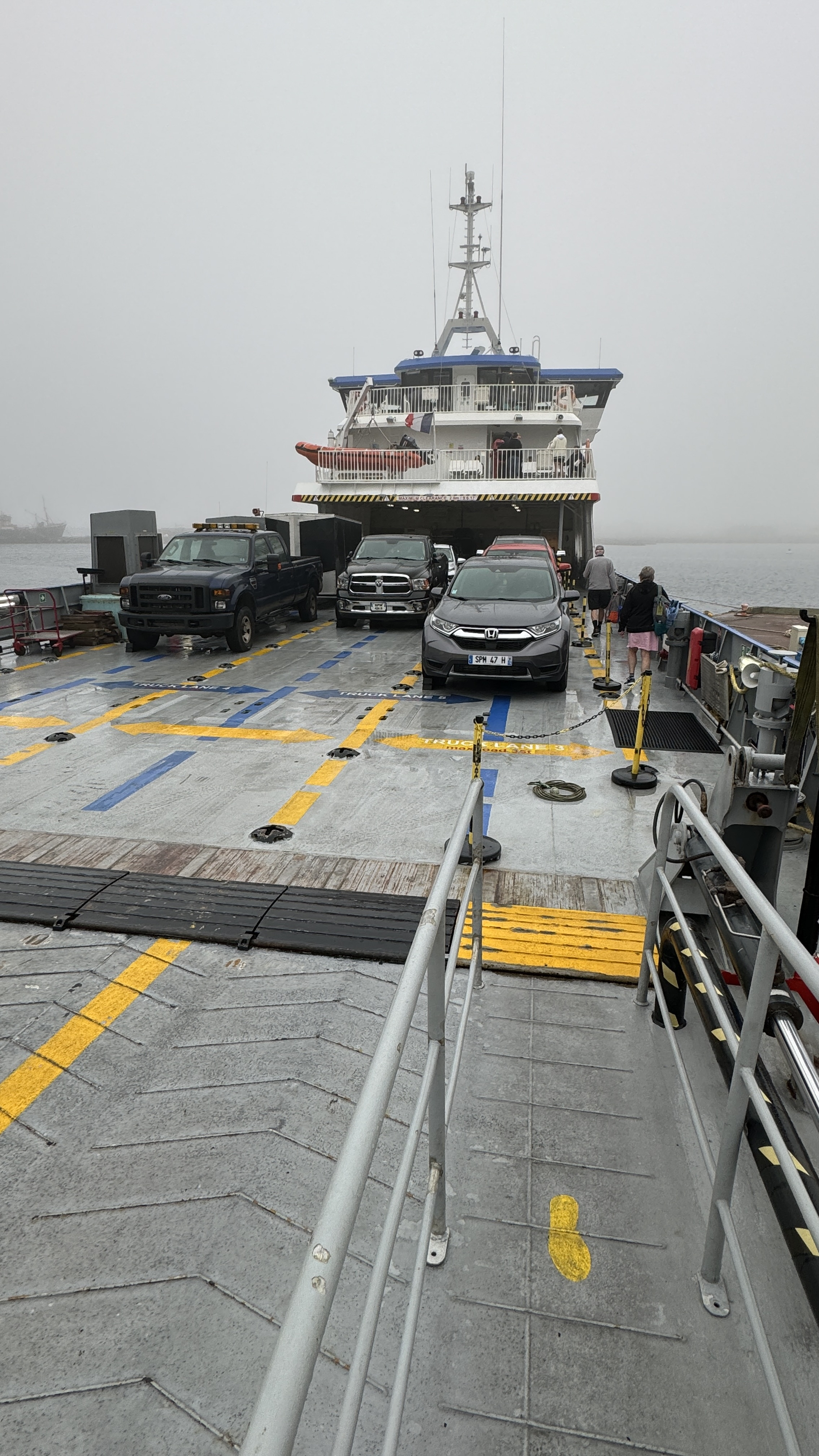
Pont-garage d'un traversier reliant Terre-Neuve à Saint-Pierre

SPM Ferries opère dans les ports de :
- Fortune (Terre-Neuve-et-Labrador)
- Saint-Pierre
- Miquelon
- et Langlade

## Itinéraires
Les itinéraires varient selon les mois, avec des fréquences variant entre une fréquence maximale en été et une fréquence minimale en hiver. En 2024, le calendrier était le suivant: 
| Itinéraire   | Itinéraire                    | Fréquences par jour dans chaque sens (2024) | Fréquences par jour dans chaque sens (2024) | Fréquences par jour dans chaque sens (2024) | Fréquences par jour dans chaque sens (2024) | Fréquences par jour dans chaque sens (2024) | Fréquences par jour dans chaque sens (2024) | Fréquences par jour dans chaque sens (2024) | Fréquences par jour dans chaque sens (2024) | Fréquences par jour dans chaque sens (2024) | Fréquences par jour dans chaque sens (2024) | Fréquences par jour dans chaque sens (2024) | Fréquences par jour dans chaque sens (2024) | Fréquences par jour dans chaque sens (2024) | Fréquences par jour dans chaque sens (2024) | Temps de traversée | Tarif adulte (2024) | Tarif adulte (2024) |
| Origine      | Destination                   | Max.                                        | Max.                                        | Max.                                        | Max.                                        | Max.                                        | Max.                                        | Max.                                        | Min.                                        | Min.                                        | Min.                                        | Min.                                        | Min.                                        | Min.                                        | Min.                                        | Temps de traversée | Aller simple        | Aller-retour        |
| Origine      | Destination                   | D                                           | L                                           | M                                           | M                                           | J                                           | V                                           | S                                           | D                                           | L                                           | M                                           | M                                           | J                                           | V                                           | S                                           | Temps de traversée | Aller simple        | Aller-retour        |
| ------------ | ----------------------------- | ------------------------------------------- | ------------------------------------------- | ------------------------------------------- | ------------------------------------------- | ------------------------------------------- | ------------------------------------------- | ------------------------------------------- | ------------------------------------------- | ------------------------------------------- | ------------------------------------------- | ------------------------------------------- | ------------------------------------------- | ------------------------------------------- | ------------------------------------------- | ------------------ | ------------------- | ------------------- |
| Saint Pierre | Fortune (Canada)              | 1                                           | -                                           | 1                                           | 1                                           | 1                                           | 1                                           | 1                                           | -                                           | 1                                           | -                                           | 1                                           | -                                           | 1                                           | -                                           | 90 min.            | 45 €                | 73 €                |
| Miquelon     | Fortune (Canada)              | -                                           | 1                                           | -                                           | -                                           | -                                           | -                                           | 1                                           | -                                           | -                                           | -                                           | 1                                           | -                                           | -                                           | -                                           | 90 min.            | 45 €                | 73 €                |
| Saint-Pierre | Miquelon                      | 1                                           | 1                                           | 1                                           | -                                           | 1                                           | 1                                           | 1                                           | 1                                           | -                                           | 1                                           | -                                           | 1                                           | 1                                           | -                                           | 90 min.            | 16 €                | 24 €                |
| Saint-Pierre | Langlade (quai Léonce Dupont) | 1                                           | 1                                           | -                                           | 1                                           | 1                                           | 1                                           | 1                                           | 1                                           | -                                           | -                                           | -                                           | -                                           | 1                                           | 1                                           | 75 min.            | 10 €                | 17 €                |

## Flotte
Les attributs des navires sont:
| Attribut                     | Nordet et Suroît (chacun)      | Jeune France                   |
| ---------------------------- | ------------------------------ | ------------------------------ |
| Longueur totale              | 56,70 mètres (186,02362233 pi) | 19,25 mètres (63,156168075 pi) |
| Largeur                      | 10,8 mètres (35,43307092 pi)   |                                |
| Tonnage brut                 | 768 UMS                        | 75 UMS                         |
| Tonnage net                  | 230 UMS                        |                                |
| Moteurs                      |                                | Baudouin 6 S111 SRP            |
| Mode de propulsion           | Diesel                         |                                |
| Puissance propulsive         | 4 x 1081 kW                    | 2 X 300 CV                     |
| Alimentation auxiliaire      | 4 x 99 kW                      |                                |
| Hélices                      | 4 lames fixes                  | 2 pas fixes                    |
| Rapidité d'utilisation       | 20,5 nœuds                     |                                |
| Taille de l'équipage         | 8                              |                                |
| Passagers transportés (max.) | 181–188                        | 120                            |
| Voitures transportées (max.) | 18                             |                                |
| Catégorie de navigation      | 3ème                           |                                |